# Яковенко Василь Адамович
Василь Адамович Яковенко (23 травня 1958, Рижавка, Черкаська область) — український дипломат.

## Біографія
Народився 23 травня 1958 року в селі Рижавка Уманського району на Черкащині. Радник Посольства України в Королівстві Данія.
З 1997 до липня 1997 року — тимчасовий повірений у справах України в Королівстві Данія.
Радник Посольства України в Італійській Республіці, в Республіці Мальта та в Республіці Сан-Марино за сумісництвом.
перший секретар Посольства України в Естонській Республіці
У 2017—2018 роках — тимчасовий повірений у справах України в Естонії.